# Phiên Ngung (kinh đô)
Phiên Ngung (chữ Hán: 蕃隅) hay Phiên Ngu (chữ Hán: 蕃禺/番禺), đọc theo âm cổ là Paungoo hoặc P'angu, là kinh đô của nước Nam Việt thời nhà Triệu vào thế kỷ 2-3 TCN và của nước Nam Hán vào thế kỷ 10, nay là thành phố Quảng Châu, tỉnh Quảng Đông, Trung Quốc.

## Lịch sử

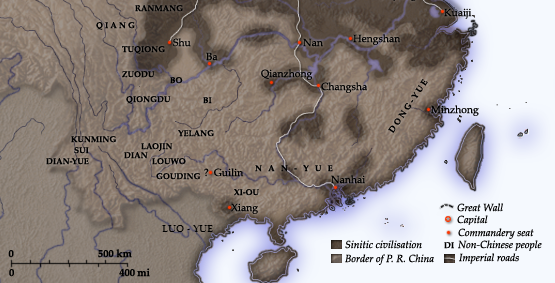
Vị trí Phiên Ngung trong bản đồ các khu vực lẻ tẻ khi nhà Tần tiến hành chinh phạt Bách Việt khoảng năm 210 TCN.

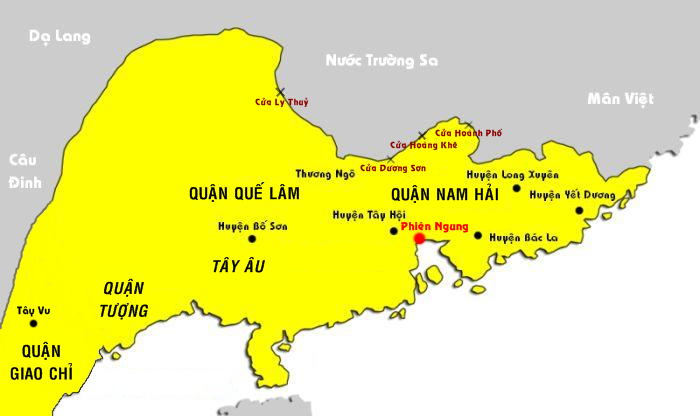
Vị trí Phiên Ngung thuộc quận Nam Hải nước Nam Việt.

Thời cổ, vùng đất Phiên Ngung còn có những tên gọi khác như Sử Sở đình (tức trung tâm quyền lực của nước Sở), Dương thành (tức thành phố con dê). Nguyên do từ truyện thần thoại có 5 thần nhân mặc y phục ngũ sắc mỗi vị một màu, cưỡi trên năm con dê màu lông khác nhau, mang theo ống sáo có chứa sáu loại ngũ cốc và hoa quả, đem lại cho dân chúng trong vùng những mùa lúa bội thu và hoa quả phong phú. Ngày nay, để cầu mong sự sung túc như thần nhân đã ban ơn phước, trong công viên Việt Tú có tượng năm con dê rất vĩ đại, là biểu tượng cho thành phố Quảng Châu. Ở một cảnh trí khác gần tượng năm con dê là một bức bích họa về sinh hoạt nông trang với vũ hội ngày được mùa, được chạm trổ trên bức tường đá dài hàng trăm mét bên vách núi.
Phiên Ngung là danh xưng đầu tiên của thành phố Quảng Châu, được thành lập cách đây hơn 2000 năm. Năm 214 TCN, khi nhà Tần khống chế được người Bách Việt trên địa bàn đất Lĩnh Nam đã lập Phiên Ngung làm trị sở quận Nam Hải. Cuối thời Tần (tương đương với thời đại An Dương Vương nước Âu Lạc), viên quan nhà Tần là Triệu Đà cát cứ vùng Lĩnh Nam đặt tên nước là Nam Việt, đóng đô tại Phiên Ngung mang tên là thành Việt. Đến thời Tam Quốc, nước Đông Ngô bá chiếm vùng Lĩnh Nam, kiểm soát Giao Châu (khi ấy bao gồm cả vùng Lưỡng Quảng và miền Bắc Việt Nam). Đông Ngô tu sửa thành Việt ở Phiên Ngung, dời thủ phủ của châu Giao từ huyện Quảng Tín về Phiên Ngung. Năm 226, Đông Ngô chia Giao Châu ra làm hai châu: Quảng Châu gồm các quận Nam Hải, Uất Lâm, Thương Ngô và Giao Châu (mới) gồm các quận Hợp Phố, Giao Chỉ, Cửu Chân, Nhật Nam và cử Sĩ Huy, con của Sĩ Nhiếp làm thái thú quận Cửu Chân, nhưng Sĩ Huy không tuân lệnh mà dấy binh chiếm giữ quận Giao Chỉ. Thứ sử Giao Châu (mới) là Đái Lương và thứ sử Quảng Châu là Lã Đại cùng hợp binh tiến đánh và giết chết mấy anh em Sĩ Huy. Do lực lượng ly khai Giao châu đã bị dẹp, Đông Ngô lại sáp nhập Quảng Châu với Giao Châu như cũ, phong Lã Đại làm thứ sử Giao Châu. Đến năm 264, vì Lã Hưng nổi lên chiếm Giao Chỉ theo về Tào Ngụy (rồi Tây Tấn kế tục), Đông Ngô mới lại cắt mấy quận phía Bắc mà chính quyền này còn chiếm giữ, đặt thành Quảng Châu (trị sở tại Phiên Ngung) như hồi năm 226; còn 4 quận kia vẫn thuộc Giao Châu (trị sở tại Long Uyên, nay thuộc huyện Gia Lâm, Hà Nội), được nhà Tấn phong cho Hoắc Dặc làm thứ sử từ xa. Khi tướng Đông Ngô là Đào Hoàng chiếm lại được Giao châu năm 271, chính quyền này vẫn để Quảng châu và Giao châu như hồi năm 264 không nhập lại, và duy trì đến sau này.